# Национална олимпиада по български език и литература
Национална олимпиада по български език и литература – състезание по компетентност в сферите на българския език за ученици от 5 до 12 клас. Организира се от Министерство на образованието на Република България. Олимпиадата се провежда в град домакин в рамките на два дена.
Олимпиадата по български език и литература се организира и провежда в три кръга: общински, областен и национален. Учениците се състезават в 5 възрастови групи:V, VI, VІІ, VІІІ-Х и Х-ХІІ клас.

## Формат
За учениците от 5 и 6 клас представлява преразказ, като за 5 клас той е подробен на неизучавано произведение, а на 6 клас – сбит преразказ на неизучавано произведение. За 7 клас форматът е тест с 30 въпроса и отговор на литературен въпрос. За групата 8 – 10 клас е тест с 30 въпроса, а за 11 и 12 литературно интерпретативно съчинение върху учено произведение.

## Национален кръг
До Националния кръг могат да достигнат ученици от 7 и 12 клас на средните, частните и професионалните училища. От учебната 2016 – 2017 г. и учениците от 11 клас могат да достигнат до национален кръг. Достъп до него имат първите 50 ученици от страната, получили оценка Отличен 5,50. Изпитът представлява тест, който да провери основните им езикови познания, и съчинение по литературен въпрос или зададен проблем, есе, съчинение разсъждение. Първите трима ученици от 7 и 12 клас получават званието лауреат на национална олимпиада и могат да кандидатстват в гимназии и университети с оценка 6,00 на съответния изпит по български.

## История

### 2008
97 дванайсетокласници от цялата страна вземат участие XXVII Национална олимпиада по български език и литература, която се провежда в казанлъшката Хуманитарна гимназия „Св. св. Кирил и Методий“. Изтеглени са общо три теми: „Мит и история в „Епопея на забравените“ от Иван Вазов, коментар върху „Словото за свободата“ в света на чичовците, според откъса от едноименната повест на Иван Вазов“, както и да обосноват или опровергаят тезата на Атанас Далчев за творчеството на Христо Смирненски: „Идеите, които Смирненски донесе, бяха непривични, необходимо бе тия идеи да бъдат облечени във всички известни поетични форми и съвършенства, за да бъдат приети за поезия“. Работите се оценяват от дванадесетчленно жури.

### 2011
Организатор на юбилейната XXX Национална олимпиада е ЕГ „Д-р Петър Берон“, РИО – Кюстендил, община Кюстендил. Състезанието е между 9 и 10 април. Изтеглените теми, по които участниците трябва да пишат, са: „Изкуство и истина в поезията на Никола Вапцаров“, „Коментирайте проблема за избора и човешката участ в „Тютюн“ на Димитър Димов“ и „Обосновете или опровергайте тезата на Иван Мешеков: „В цялата си лирика Багряна е непосреден поет на трагическия конфликт между бит и битие.“

### 2012
СОУ „Св. св. Кирил и Методий“ – Велинград е организатор на XXXI Национална олимпиада по български език и литература. Организатори са МОМН, РИО-Пазарджик, Община Велинград и директорите на държавните и общински училища от община Велинград.
За първи път в този кръг участват и ученици от седми клас. Класирани за участие са 22 седмокласници и 89 дванадесетокласници от страната.
Регион Пазарджик е представен от
Емануил Иванов от VII клас на ОУ „Проф. Иван Батаклиев“ гр. Пазарджик, Кристина Динкова – XII клас на ЕГ „Бертолт Брехт“ гр. Пазарджик и Кристина Апостолова от XII клас от ПГИМ гр. Пазарджик.

### 2014
На XXXIII Национална олимпиада се провежда в София. За първи път в историята ѝ победител е дете, за което българският не е роден език – седмокласничката Селин Ахмед, представяща Кърджали.

### 2015
Олимпиадата ще се проведе между 25 и 26 април 2015. Градовете домакини за VII и XII клас са различни – седмокласниците ще се състезават в Кърджали, докато зрелостниците са в Шумен.

## Национална комисия по български език
Националната комисия е съставена от преподаватели, студенти и учени в сферата на литературата и филологията. Назначава се от министъра на образованието и науката всяка година и броят на членовете е между 10 и 12.

## Домакини
- 2008 –  София
- 2008 – Казанлък – ХГ „Св. св. Кирил и Методий“
- 2009 –  Пловдив
- 2010 –  Видин
- 2011 –  Кюстендил – ЕГ „Д-р Петър Берон“
- 2012 –  Велинград – СОУ „Васил Левски“
- 2013 –  Асеновград
- 2014 –  София
- 2015 –  Кърджали (7-и клас) и  Шумен (12-и клас)
- 2017 –  Стара Загора (7-и клас) Габрово (11-и и 12-и клас)
- 2018 –  Сливен